# Crest of a Knave
Crest of a Knave – szesnasty album studyjny brytyjskiej grupy Jethro Tull, wydany 11 września 1987 roku.
W odróżnieniu od wcześniejszych albumów wydanych w latach '70, Crest of a Knave kładzie większy nacisk na gitarowe brzmienia Martina Barre'a. Jednak w kilku utworach wykorzystano automat perkusyjny zamiast etatowego perkusisty. W nagraniach nie brał udział klawiszowiec Peter-John Vettese, więc Ian Anderson zajął się grą na syntezatorach. Wkładka do albumu wymienia jedynie Iana Andersona, Martina Barre’a oraz Dave’a Pegga jako oficjalnych członków zespołu. Okładka została zaprojektowana przez artystę heraldyka Andrew Stewarta Jamiesona.
Album odniósł komercyjny sukces, spotkał się również z pochwałami krytyków. Doprowadziło to do nagrodzenia go nagrodą Grammy za najlepszy hardrockowy/metalowy występ wokalny lub instrumentalny, zostawiając w tyle faworyzowany ...And Justice for All zespołu Metallica oraz wskazywany przez krytyków Nothing's Shocking zespołu Jane’s Addiction. Przyznanie nagrody było kontrowersyjne, gdyż wielu nie uważało albumu lub nawet zespołu jako wykonawcę hardrockowego czy heavymetalowego. Za namową managera, nikt z zespołu nie pojawił się na ceremonii rozdania nagród, gdyż mówiono muzykom, że nie mają szansy wygrać. W odpowiedzi na wygraną wytwórnia Chrysalis Records wykupiła reklamę w brytyjskim periodyku muzycznym, w której znalazły się słowa: „Flet to ciężki, metalowy instrument!”. W roku 2007 wygrana dla tego albumu została wybrana przez czasopismo Entertainment Weekly jako jedna z dziesięciu największych pomyłek w historii nagród Grammy.
Styl prezentowany w albumie jest często porównywany do brzmienia Dire Straits, częściowo dlatego, że głos Iana Andersona uległ zmianie z powodu operacji gardła.
W 2005 ukazała się zremasterowana edycja CD albumu, która została rozszerzona o jeden utwór.

## Lista utworów
Wszystkie utwory zostały skomponowane i napisane przez Iana Andersona.
1. „Steel Monkey” – 3:39
2. „Farm on the Freeway” – 6:31
3. „Jump Start” – 4:55
4. „Said She Was a Dancer” – 3:43
5. „Dogs in the Midwinter” – 4:29
6. „Budapest” – 10:05
7. „Mountain Man” – 6:20
8. „The Waking Edge” – 4:49
9. „Raising Steam” – 4:05

W pierwszej edycji winylowej albumu nie pojawiły się utwory „Dogs in the Midwinter” oraz „The Waking Edge”, jednak kolejność utworów została zachowana.
Utwór bonusowy
Wydana w 2005 roku zremasterowana edycja albumu została rozszerzona o jeden utwór.
1. „Part of the Machine” – 6:54

## Muzycy
- Ian Anderson: flet poprzeczny, gitara akustyczna, gitara elektryczna, perkusja instrumenty perkusyjne, programowanie automatu perkusyjnego w utworach 1, 5 oraz 9, wokal
- Martin Barre: gitara elektryczna, gitara akustyczna
- Dave Pegg: gitara basowa elektryczna oraz akustyczna
- Doane Perry: perkusja w utworach nr 2 oraz 7
- Gerry Conway: perkusja w utworach nr 3, 4, 6, 8

Gościnnie:
- Ric Sanders: wiolonczela w utworze nr 6